# Atum

Atum, Itemu.

Atum, dios creador "El que existe por sí mismo", era un dios solar en la mitología egipcia. 
- Nombre egipcio: temu. Nombre griego: Atum. También conocido como Atem o Tem.

## Iconografía
Fue representado como hombre, portando la corona Doble, o como hombre viejo barbado y señor universal. Como dios solar, con cabeza de carnero, con cabeza de mangosta, o como ave Fénix. Es el primer dios representado con cuerpo humano, pues antes todas las deidades de los antiguos egipcios tenían forma de animales.

## Mitología
Atum es el dios que según la cosmogonía heliopolitana surgió del "océano primigenio", Nun, creándose a sí mismo (mediante saliva, lágrimas, sudoración u otros métodos). Mediante su conciencia, Ra, crea a los demás dioses: Shu y Tefnut (aire y humedad), quienes a su vez son padres de Geb y Nut (la tierra y el cielo), padres de los dioses: Osiris, Isis, Neftis, Seth y Horus. Atum, según la teología menfita, fue concebido del corazón de Ptah. 
Sus primeros descendientes configuran la enéada heliopolitana. Creó a sus hijos, los dioses Shu y Tefnut, de su saliva. En Heracleópolis su mano era el principio femenino, personificando en Nebethetepet, la "Señora de la satisfacción". Según otros mitos más tardíos tuvo relaciones con su sombra, o con la diosa Iusaas.
La mortalidad de los dioses egipcios se evoca a menudo en un ciclo donde la muerte y el renacimiento se alternan, en el que el rejuvenecimiento del dios solo es posible a través de su muerte. Pero hay pocos documentos egipcios que mencionen el fin definitivo de los tiempos y la desaparición final de los dioses. El Libro de los muertos describe de forma clara este acontecimiento: Al final de los tiempos, solo Atum y Osiris subsistirán.
Tu destino es de millones de millones de años, una vida de millones de años. Pero destruiré todo lo que he creado; este país volverá al estado de Nun, al estado de flujo, como en su origen. Yo soy lo que quedará, con Osiris, cuando me haya transformado de nuevo en una serpiente, que los hombres no pueden conocer, que los dioses no pueden ver.

Extracto del capítulo 175 del Libro de los muertos.

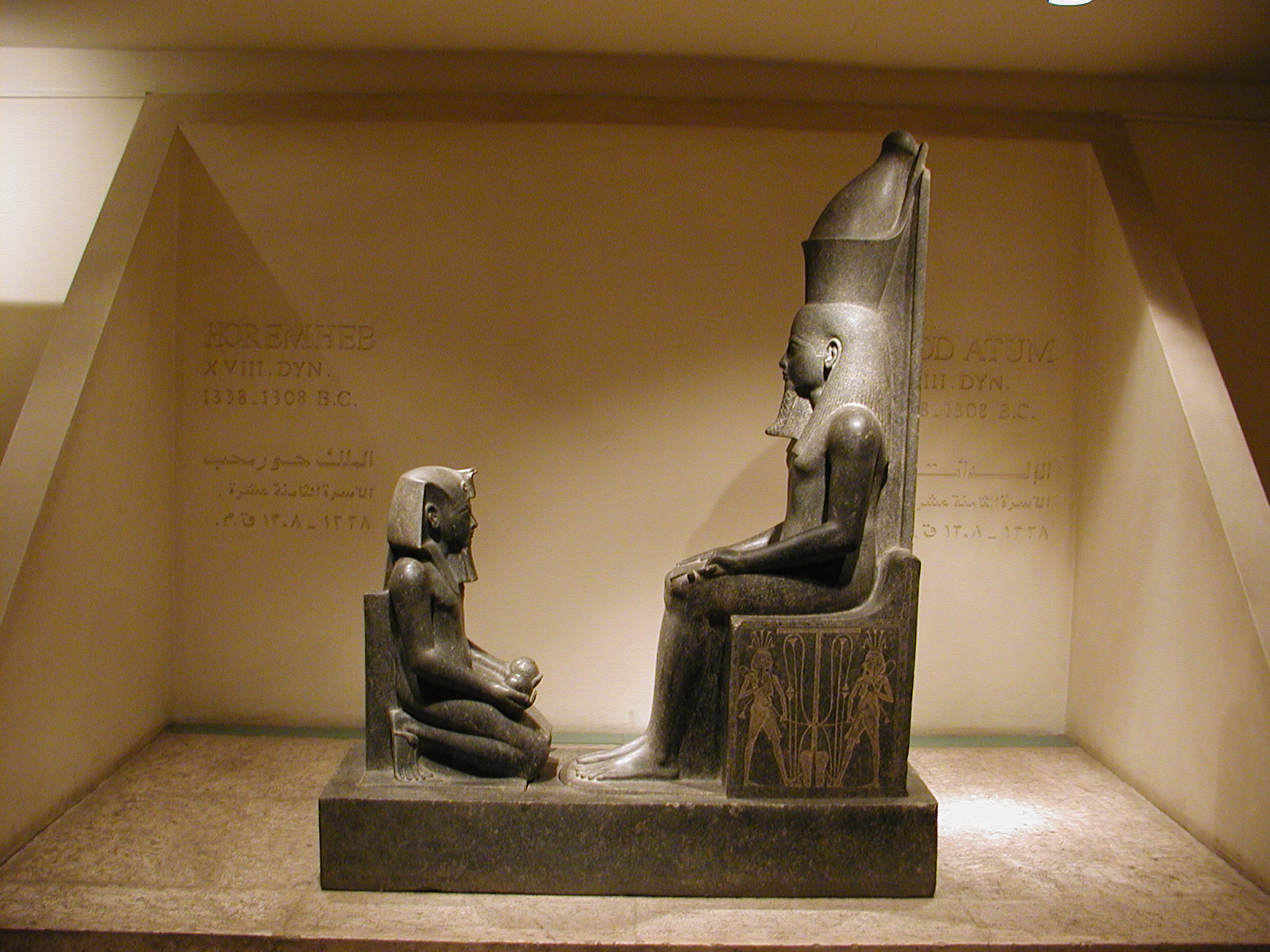
Horemheb venerando a Atum. Museo de Luxor.

## Epítetos
Fue denominado "El perfecto", como dios creador "El que existe por sí mismo" y "El del fin del Universo". 

## Sincretismo
Se le asoció con Ra, como Atum-Ra, con Ptah y, a veces, con Osiris. Fue identificado con Amón, como Amón-Ra, en el Imperio Nuevo.

## Culto
Su principal lugar de culto fue Heliópolis, también fue venerado en Pithom, Meidum, Letópolis, Edfu, Heracleópolis, y en el oasis de Jarga durante el periodo tardío de Egipto. 
|  |

|  |

|  |

|  |

|  |

|  |

|  |

|  |

|  |

|  |

|  |

|  |